# Exister
Exister is het achtste studioalbum van de Amerikaanse punkband Hot Water Music. Het werd op 15 mei 2012 uitgegeven door Rise Records en is het eerste studioalbum van de band in acht jaar tijd.

## Nummers
1. "Mainline" - 2:32
2. "Boy, You're Gonna Hurt Someone" - 2:34
3. "State of Grace" - 2:22
4. "Drown in It" - 2:43
5. "Drag My Body" - 3:21
6. "Safety" - 2:50
7. "Exister" - 3:01
8. "Wrong Way" - 3:47
9. "Take No Prisoners" - 3:13
10. "Pledge Wore Thin" - 3:01
11. "No End Left in Sight" - 3:15
12. "The Traps" - 2:47
13. "Paid in Full" - 2:33

## Band
- Chuck Ragan - gitaar, zang
- Chris Wollard - gitaar, zang
- Jason Black - basgitaar
- George Rebelo - drums